# Baix Maestrat
Il Baix Maestrat (in castigliano: Bajo Maestrazgo) è una delle 34 comarche della Comunità Valenciana, con una popolazione di 74 676 abitanti in maggioranza di lingua valenciana; suo capoluogo è Vinaròs.
Amministrativamente fa parte della provincia di Castellón, che comprende 8 comarche.